# (2850) Можайский
(2850) Можайский (лат. Mozhaiskij) — типичный астероид главного пояса, открыт 2 октября 1978 года советским астрономом Людмилой Журавлёвой в Крымской астрофизической обсерватории и 12 сентября 1992 года назван в честь контр-адмирала и пионера авиации Александра Можайского.

## Обнаружение и именование
(2850) Можайский
Открыт 2 октября 1978 года в Научном Л. В. Журавлёвой.
Назван в память о русском изобретателе и пионере авиации Александре Фёдоровиче Можайском (1825—1890).
Оригинальный текст (англ.)2850 Mozhaiskij
Discovered 1978-10-02 by Zhuravleva, L. at Nauchnyj.
Named in memory of Aleksandr Fedorovich Mozhaiskij (1825—1890), Russian inventor and pioneer of flight.
Источники: DISCOVERY.DB; M.P.C. 20834.

## Орбита

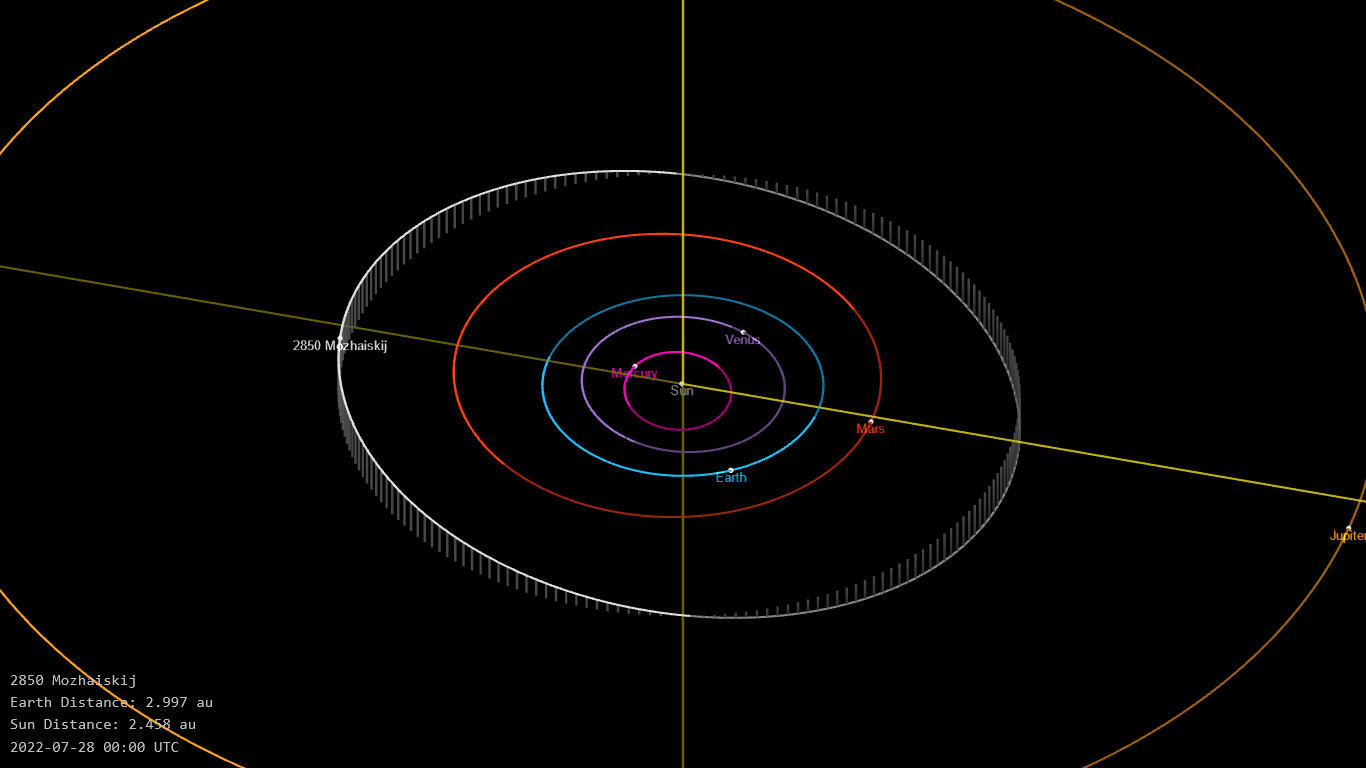
Орбита астероида Можайский и его положение в Солнечной системе

## Физические характеристики
Из результатов второго этапа спектроскопической съёмки малых астероидов главного пояса (Small Main-belt Asteroid Spectroscopic Survey, SMASSII) следует, что астероид относится к таксономическому классу Ld, из результатов наблюдений системы телескопов панорамного обзора и быстрого реагирования Pan-STARRS — к классу L, а из наблюдений телескопа VISTA — к классу S.
По результатам наблюдений в видимом и ближнем инфракрасном диапазоне космического телескопа NEOWISE диаметр астероида оценивался равным 7,038±0,076 км и 10,88±0,26 км. Согласно тем же источникам альбедо оценивается как 0,3921±0,0875, 0,149±0,013 и 0,392±0,087.